# Chantelle Kerry
Chantelle Kerry, po mężu Donohue (ur. 9 czerwca 1996 w Sydney) – australijska łyżwiarka figurowa, startująca w parach tanecznych z Andrew Doddsem. Uczestniczka mistrzostw świata i czterech kontynentów, medalistka zawodów międzynarodowych, trzykrotna mistrzyni Australii seniorów (2013 wśród solistek, 2018 i 2019 w parach tanecznych) i dwukrotna mistrzyni Australii juniorów (2011 i 2012 wśród solistek).
Jej matka Monica MacDonald była łyżwiarką figurową występującą w parach tanecznych i trenerką łyżwiarstwa. Ma o dwa lata starszego brata Brendana, która reprezentuje Australię w konkurencji solistów. 18 września 2022 roku poślubiła amerykańskiego łyżwiarza figurowego, Zacharego Donohue.

## Osiągnięcia

### Pary taneczne

#### Z Andrew Doddsem
| Zawody                           | 17–18          | 18–19          | 19–20          | 20–21          | 21–22          |                |                |                |                |                |                |                |                |                |                |                |                |
| Międzynarodowe                   | Międzynarodowe | Międzynarodowe | Międzynarodowe | Międzynarodowe | Międzynarodowe | Międzynarodowe | Międzynarodowe | Międzynarodowe | Międzynarodowe | Międzynarodowe | Międzynarodowe | Międzynarodowe | Międzynarodowe | Międzynarodowe | Międzynarodowe | Międzynarodowe | Międzynarodowe |
| -------------------------------- | -------------- | -------------- | -------------- | -------------- | -------------- | -------------- | -------------- | -------------- | -------------- | -------------- | -------------- | -------------- | -------------- | -------------- | -------------- | -------------- | -------------- |
| Mistrzostwa świata               | 30             | 26             |                |                |                |                |                |                |                |                |                |                |                |                |                |                |                |
| Mistrzostwa czterech kontynentów | 13             | 10             | 14             |                |                |                |                |                |                |                |                |                |                |                |                |                |                |
| CS Alpen Trophy                  |                | 11             |                |                |                |                |                |                |                |                |                |                |                |                |                |                |                |
| CS Asian Open Trophy             |                | 4              | WD             |                |                |                |                |                |                |                |                |                |                |                |                |                |                |
| CS Finlandia Trophy              |                |                |                |                | 14             |                |                |                |                |                |                |                |                |                |                |                |                |
| CS Lombardia Trophy              |                |                |                |                | WD             |                |                |                |                |                |                |                |                |                |                |                |                |
| CS Warsaw Cup                    | 13             |                | 12             |                |                |                |                |                |                |                |                |                |                |                |                |                |                |
| International Cup of Nice        | 16             |                |                |                |                |                |                |                |                |                |                |                |                |                |                |                |                |
| Lake Placid IDI                  |                |                |                |                | 9              |                |                |                |                |                |                |                |                |                |                |                |                |
| Mentor Toruń Cup                 |                |                | 14             |                |                |                |                |                |                |                |                |                |                |                |                |                |                |
| Mezzaluna Cup                    |                |                |                |                | 2              |                |                |                |                |                |                |                |                |                |                |                |                |
| Open d’Andorra                   |                |                | 4              |                | 4              |                |                |                |                |                |                |                |                |                |                |                |                |
| U.S. International Classic       |                |                |                |                | 6              |                |                |                |                |                |                |                |                |                |                |                |                |
| Warsaw Cup                       |                | 5              |                |                |                |                |                |                |                |                |                |                |                |                |                |                |                |
| Krajowe                          |                |                |                |                |                |                |                |                |                |                |                |                |                |                |                |                |                |
| Mistrzostwa Australii            | 1              | 1              | 2              | C              |                |                |                |                |                |                |                |                |                |                |                |                |                |

### Solistki
| Zawody                                | 09–10          | 10–11          | 11–12          | 12–13          | 13–14          | 14–15          | 15–16          |                |                |                |                |                |                |                |                |                |                |
| Międzynarodowe                        | Międzynarodowe | Międzynarodowe | Międzynarodowe | Międzynarodowe | Międzynarodowe | Międzynarodowe | Międzynarodowe | Międzynarodowe | Międzynarodowe | Międzynarodowe | Międzynarodowe | Międzynarodowe | Międzynarodowe | Międzynarodowe | Międzynarodowe | Międzynarodowe | Międzynarodowe |
| ------------------------------------- | -------------- | -------------- | -------------- | -------------- | -------------- | -------------- | -------------- | -------------- | -------------- | -------------- | -------------- | -------------- | -------------- | -------------- | -------------- | -------------- | -------------- |
| Mistrzostwa świata                    |                |                | 40             |                |                |                |                |                |                |                |                |                |                |                |                |                |                |
| Mistrzostwa czterech kontynentów      |                |                | 17             | 14             |                |                |                |                |                |                |                |                |                |                |                |                |                |
| Open d’Andorra                        |                |                |                |                |                |                | 3              |                |                |                |                |                |                |                |                |                |                |
| Skate Down Under                      |                |                |                |                | 1              |                |                |                |                |                |                |                |                |                |                |                |                |
| Międzynarodowe: Kategorie młodzieżowe |                |                |                |                |                |                |                |                |                |                |                |                |                |                |                |                |                |
| JGP w Australii                       |                |                | 13             |                |                |                |                |                |                |                |                |                |                |                |                |                |                |
| JGP w Chorwacji                       |                |                |                | 11             |                |                |                |                |                |                |                |                |                |                |                |                |                |
| JGP w Estonii                         |                |                | 24             |                | 17             |                |                |                |                |                |                |                |                |                |                |                |                |
| JGP w Japonii                         |                |                |                |                |                | 19             |                |                |                |                |                |                |                |                |                |                |                |
| JGP w Polsce                          |                |                |                |                | 8              |                |                |                |                |                |                |                |                |                |                |                |                |
| JGP w Słowenii                        |                |                |                | 19             |                |                |                |                |                |                |                |                |                |                |                |                |                |
| Zimowe igrzyska olimpijskie młodzieży |                |                | 10             |                |                |                |                |                |                |                |                |                |                |                |                |                |                |
| Krajowe                               |                |                |                |                |                |                |                |                |                |                |                |                |                |                |                |                |                |
| Mistrzostwa Australii                 | 2 J            | 1 J            | 1 J            | 1              | WD             |                | 3              |                |                |                |                |                |                |                |                |                |                |